# Macau (Rio Grande do Norte)
Macau is een gemeente in de Braziliaanse deelstaat Rio Grande do Norte. De gemeente telt 28.157 inwoners (schatting 2009).

## Geografie

### Hydrografie
De plaats ligt aan de rivier de Piranhas-Açu, die uitmondt in de Atlantische Oceaan.

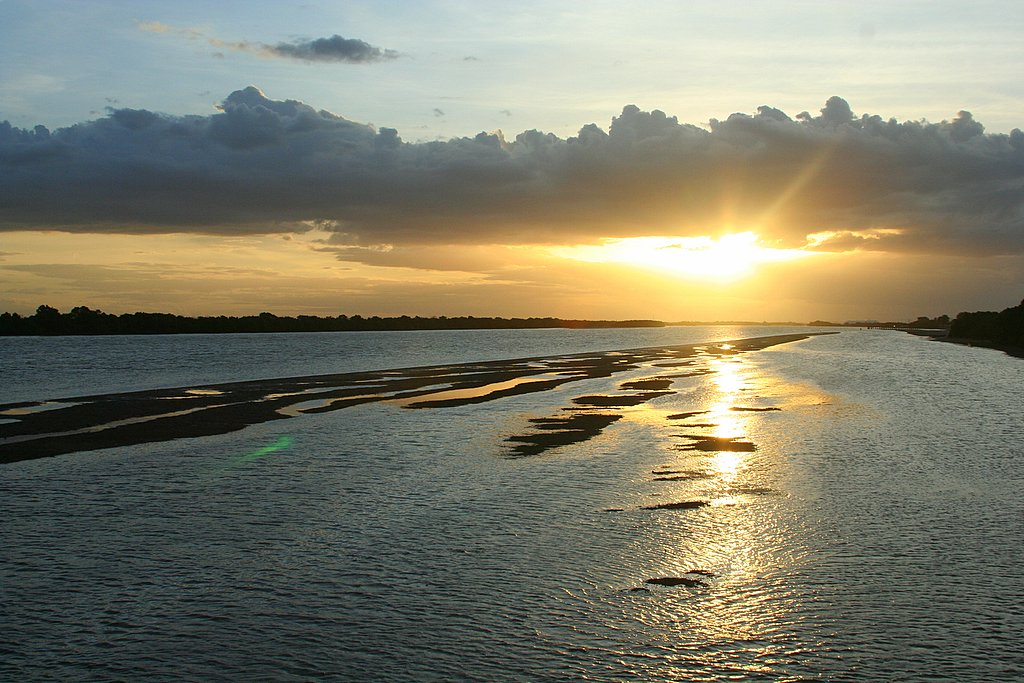
De rivier de Piranhas-Açu

### Aangrenzende gemeenten
De gemeente grenst aan Afonso Bezerra, Carnaubais, Guamaré, Pedro Avelino, Pendências en Porto do Mangue.

## Verkeer en vervoer
De plaats ligt aan het beginpunt van de noord-zuidlopende weg BR-104 vanaf Macau naar Maceió.